# Doryodes sanguifusa
Doryodes sanguifusa là một loài bướm đêm trong họ Erebidae.